# Ataa Oko
Ataa Oko Addo (La, 1919 – Accra, 9 dicembre 2012) è stato un artista ghanese.

## Biografia

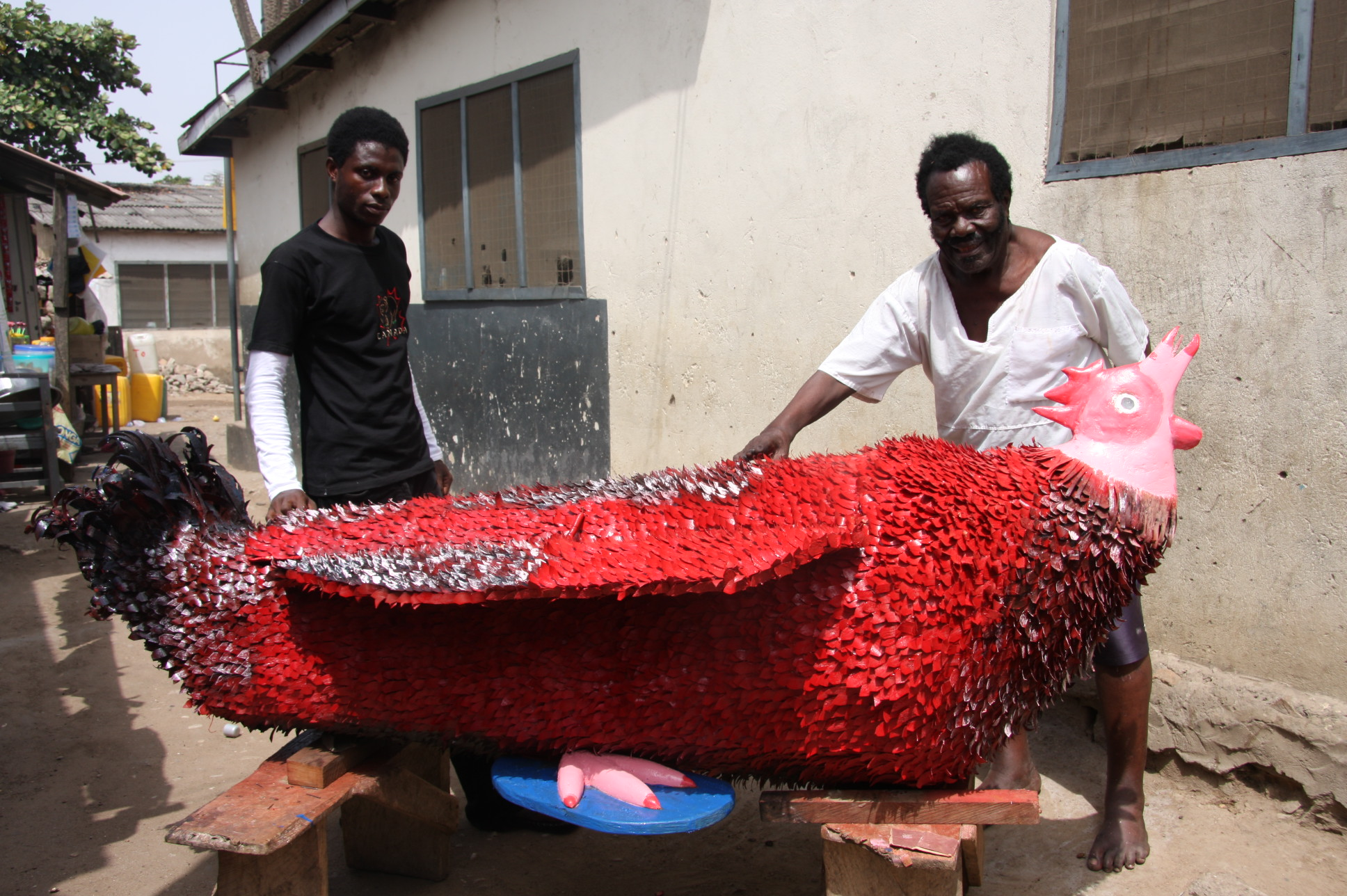
Ataa Oko con Kudjoe Affutu dietro un suo lavoro per una collezione privata in Svizzera 2009. Foto Regula Tschumi

Ataa Oko è nato nel 1919 nella città costiera di La in Ghana. Non ha avuto una formazione classica, lavora da quando aveva circa tredici anni come pescatore. Qualche anno dopo la sua famiglia lo ha mandato nelle piantagioni di cacao nella regione Ashante. Dal 1936 al 1939 si forma come falegname ad Accra. Tra il 1939 e il 1970 ha lavorato in numerosi impieghi temporanei.
Intorno al 1945 iniziò a costruire la sua prima bara figurativa. Dopo pochi anni, divenne noto in tutta la regione costiera per le sue bare innovative, tanto che nel 1951 ha finalmente aperto un proprio laboratorio di falegnameria in La.
Dal 2005 è diventato, in collaborazione con Regula Tschumi, un pittore d'Art Brut,. Le bare e i dipinti di Ataa Oko sono stati esposti per la prima volta nella mostra collettiva "Six Feet Under" presso il Kunstmuseum di Berna 2006.
Nel 2010-2011 Ataa Oko ha tenuto la sua prima mostra personale nella Collection de l'Art Brut a Losanna.

## Mostre personali e collettive
- 2025 Musée International de la Réforme, Geneva: Voir l'invisible.
- 2024/25 Museo delle Culture di Milano: Dubuffet e l'art brut - L'arte degli outsider.
- 2022 Museum der Völker Schwaz, Austria: Die Geister spielen Fussball. Zeichnungen und Skulpturen des ghanaischen Künstlers Ataa Oko Addo (1919-2012).
- 2021/22 Collection de l'art brut, Lausanne: 5ième Biennale de l'art brut: Croyances.
- 2020 Kunsthalle Hamburg, Hamburg: Trauern. Von Verlust und Veränderung.
- 2017/18 Collection de l'Art Brut, Lausanne, Svizzera: 3ème Biennale de l'Art Brut: Corps.
- 2017 ANO Gallery di Nana Oforiatta Ayim ad Accra, Ghana: Accra: Portraits of A City.
- 2014 MUT Museo dell'Università Tübingen, Germania: Diesseits-Jenseits-Abseits.
- 2012/13 MEN Musée d'Ethnographie Neuchâtel Hors-Champs.
- 2011/12 Miracles of Africa, Hämeenlinna Art Museum, Hämeenlinna ed Oulu Museum of Art, Oma, Finlandia.
- 2010/11 Collection de l'Art Brut, Lausanne, Svizzera: Ataa Oko et les Esprits.[2]
- 2006/2007/2008 Museo d'arte di Berna / Deutsches Hygienemuseum, Dresden: Six Feet Under: Autopsy of our relation to the dead.

## Film, Video
- 2010 Philippe Lespinasse, Regula Tschumi, Andress Alvarez. Lausanne/Le Tourne, Parti de l'Art Brut/ LoKomotiv Films, 20 minuti, (sottotitolato-EN).[3]
- 2009 Sépulture sur mesure, film di 52 minuti sul lavoro d'Eric Adjetey Anang et d'Ataa Oko. Philippe Lespinasse, Grand Angle Production. Foto e video archivi di Regula Tschumi.

## Galleria d'immagini

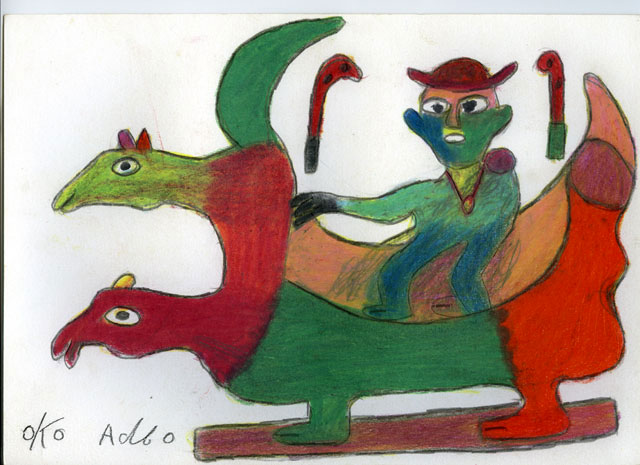
Lettiga (palanquin) figurativa, disegno d'Ataa Oko 2009
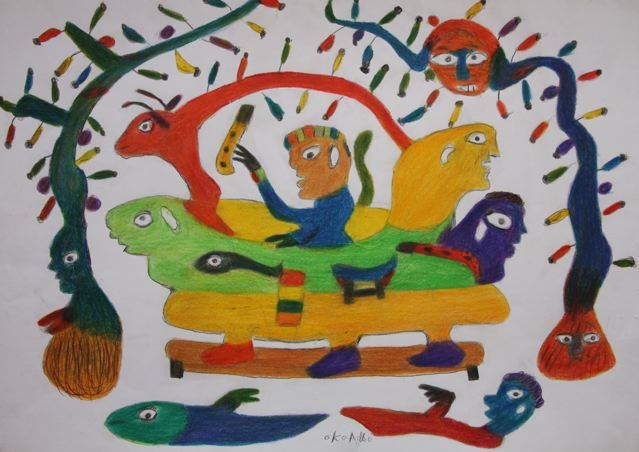
Lettiga (palanquin) personalizzata, disegno d'Ataa Oko 2010
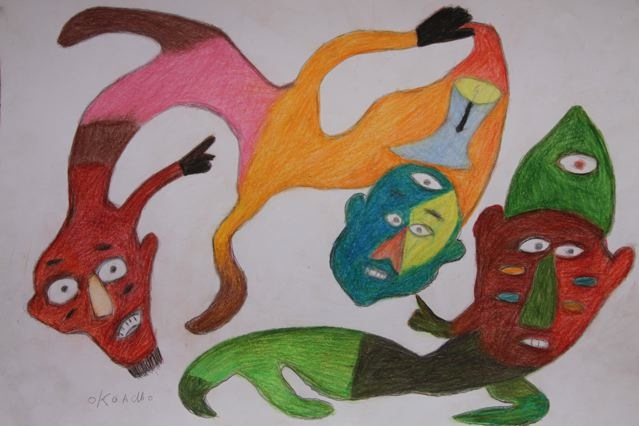
Spiriti, disegno d'Ataa Oko 2010
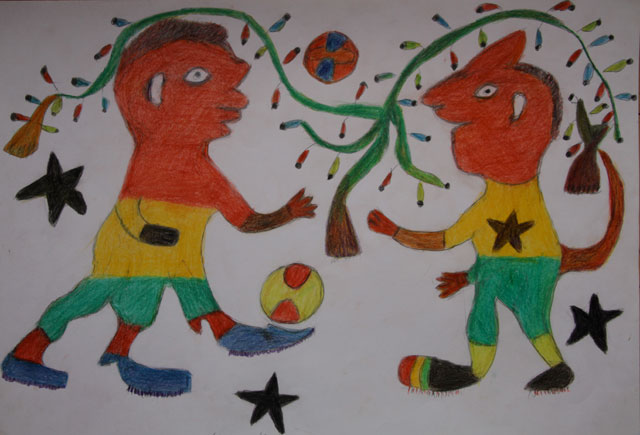
African Cup, disegno d'Ataa Oko 2010